# Quinta do Engenho Novo
Casa e a Antiga Fábrica de Papel da Quinta do Engenho Novo, são um marco histórico localizado em Paços de Brandão, no concelho de Santa Maria da Feira, Portugal. Este lugar possui uma história ligada à indústria do papel e foi transformado num parque municipal, preservando elementos históricos e culturais significativos.

## História
A antiga fábrica de Papel da Quinta do Engenho Novo foi fundada em 1795 pelo Padre José Pinto de Almeida, estabelecendo-se como a primeira fábrica de papel em Paços de Brandão. Durante o século XIX, a produção concentrava-se em papéis de escrita, sendo um exemplo pioneiro da industrialização na região.
"Actualmente, apesar do seu estado de ruína, a Quinta mantem o nome aparentemente paradoxal - “Engenho Novo” - atribuído em oposição à fábrica de Nossa Senhora, em Rio Meão, vulgarmente nomeada “Engenho Velho” ou então, segundo algumas suposições, devido à inovação tecnológica conferida pelo novo equipamento de produção utilizado, as P_las holandesas, vanguardista em Portugal à época."
Em 1958, um incêndio devastou as instalações industriais, deixando apenas as paredes da casa principal, construída por volta do século XIX. Em 1980 o mesmo aconteceu à casa, que se viu tomada pelas chamas. Desde então, ambos os edifícios em ruína, pertencem ao domínio da Câmara Municipal de Santa Maria da Feira.
Esta casa apresenta uma planta retangular desenvolvida em três pisos e é ornamentada com um brasão na fachada principal. O espaço inclui um jardim romântico e uma mata murada, características típicas das quintas do período.

## Situação Atual
Após a aquisição pela Câmara Municipal de Santa Maria da Feira, a propriedade foi convertida em Parque Municipal. Atualmente, o espaço é utilizado para atividades culturais, recreativas e desportivas, incluindo um Clube de Ténis.
As ruínas da antiga fábrica conferem ao local uma atmosfera única, combinando história e natureza. O parque também serve como espaço para caminhadas e lazer, preservando a memória da industrialização e promovendo o convívio social na comunidade.

## Características Arquitetónicas
- Planta da Casa: Retangular, com três pisos.
- Fachada da Casa: molduras dos vãos e remates em argamassa de tons cinza, alçados simétricos.
- Planta da Antiga Fábrica: de forma complexa, composta aparentemente por três volumes, que se ligam entre si, e rodeiam um pátio pentagonal. [2]
- Fachada da Antiga Fábrica: caracterizada sobretudo pelos grandes vãos ritmados.
- Jardim: Romântico, com árvores centenárias.
- Brasão de armas: Outrora na fachada principal, símbolo de nobreza do século XIX (de identificação desconhecida).
- Mata murada: Espaço natural preservado, típico de quintas históricas.[3]

## Importância Cultural
A Casa e a antiga fábrica papeleira da Quinta do Engenho Novo, classificadas como imóveis de interesse público, são um exemplo notável do património arquitetónico e industrial de Santa Maria da Feira. Além de preservar a memória da produção de papel, o local tornou-se um ponto de encontro cultural, evidenciando a capacidade de revitalização de espaços históricos.